# Evermannichthys
Az Evermannichthys a csontos halak (Osteichthyes) főosztályának a sugarasúszójú halak (Actinopterygii) osztályába, ezen belül a sügéralakúak (Perciformes) rendjébe, a gébfélék (Gobiidae) családjába és a Gobiinae alcsaládjába tartozó nem.

## Rendszerezés
A nembe az alábbi 5 faj tartozik:
- Evermannichthys bicolor Thacker, 2001
- Evermannichthys convictor Böhlke & Robins, 1969
- Evermannichthys metzelaari Hubbs, 1923
- Evermannichthys silus Böhlke & Robins, 1969
- Evermannichthys spongicola (Radcliffe, 1917) - típusfaj